# Repipta taurus
Repipta taurus ist eine Wanzenart aus der Familie der Raubwanzen (Reduviidae).

## Merkmale
Die Wanzen werden 11 bis 13 Millimeter lang. Die orange-schwarz gefärbten Wanzen weisen auf ihrem Halsschild vier zur Seite und nach oben ragende spitze schwarze Dornen auf. Zwei weitere spitze schwarze Dornen befinden sich am Kopf zwischen den Facettenaugen und dem Fühleransatz.

## Verbreitung
Die Art kommt in der Nearktis und Neotropis vor. Sie ist im südöstlichen Teil der Vereinigten Staaten (Texas, Florida, North Carolina) verbreitet, aber nicht häufig. Nach Süden reicht das Verbreitungsgebiet bis nach Panama.

## Lebensweise
Die Wanzen gelten als Nützlinge. Sie ernähren sich räuberisch von verschiedenen Gliederfüßern, die zum Teil als Agrarschädlinge betrachtet werden. Zu ihren Beutetieren gehören Schmetterlingslarven, Käfer, Fliegen und Mücken.

## Etymologie
Der Namenszusatz taurus leitet sich aus dem Lateinischen ab und bedeutet „Stier“. Im Englischen heißen die Wanzen auch Red Bull Assassin Bugs („Rote Stier-Mordwanzen“) oder Horned Assassin Bugs („Gehörnte Mordwanzen“).